# Fédération haïtienne de hockey
 (octobre 2021).
Si vous disposez d'ouvrages ou d'articles de référence ou si vous connaissez des sites web de qualité traitant du thème abordé ici, merci de compléter l'article en donnant les références utiles à sa vérifiabilité et en les liant à la section « Notes et références ».
Pour les articles homonymes, voir FHH.
Fondée le 28 octobre 2013, la Fédération haïtienne de hockey (FHH), membre de la Fédération internationale de hockey (FIH), affilié au Panamerican Hockey Federation (PAHF), reconnue par le MJSAC et est affiliée au Comité olympique haïtien.

## Description
La Fédération haïtienne de hockey a pour objet de réglementer, diriger, encourager, développer, organiser et promouvoir la pratique du hockey en Haïti (départements, communes et sections communales). La Fédération haïtienne de hockey regroupe deux disciplines ouvertes aux filles comme aux garçons : le hockey sur gazon (discipline olympique) et le hockey en salle. Le hockey en salle se joue à cinq dans un gymnase sur un terrain de handball, tandis que le hockey sur gazon à onze sur un terrain synthétique mouillé de 55 m x 91,40 m.

### Chiffres‐clés
- 58 entraineurs certifies sur le territoire national
- 20 demandes d’affiliation de club
- 12 clubs reconnus par la FHH
- 4 650 pratiquants

## Clubs membres
- Hockey Club de Limonade (HCL)
- Hockey Club de Belladere
- Hockey Club d’Anse-a-Veau
- Génial Hockey Club de Saint Marc
- Hockey Club de Carrefour
- Hockey Club de Cap haïtien
- Unity Club
- Les Guerriers Hockey Club
- Freedom Hockey Club de Delmas
- Royal Hockey Club
- Athleta Club (ACLUB)
- Excelsior Hockey Club